# Jean II. de Toulongeon

Wappen von Jean II. de Toulongeon

Jean II. de Toulongeon († 10. Juli 1427), Seigneur de Toulongeon, Baron de Sennecey, Seigneur de Germagnat, de Champrougeroux, de La Villeneuve-lès-Seurre et de Hauteville, war ein burgundischer Ritter, Berater, Kammerherr, Gouverneur von Troyes, Marschall von Burgund, sowie Gouverneur und Generalkapitän von Burgund.

## Familie
Jean II. de Toulongeon ist der Sohn  von Tristan de Toulongeon († 1400/01), Baron de Sennecey, Mitglied im burgundischen Großen Rat, und Jeanne de Cotebrune, dite de Chalon, Dame de Montrichard. Sein Großvater Jean de Cotebrune war Marschall von Burgund.
Sein jüngerer Bruder war Antoine de Toulongeon († 1432), Seigneur de Traves, der 1425 als Nachfolger Jeans als Marschall, Gouverneur und Generalkapitän von Burgund wurde. Ein weiterer Bruder war André de Toulongeon († 1432), Seigneur de Mornay, der 1419 Großstallmeister von Frankreich wurde und 1428 eine uneheliche Tochter des Herzogs Philipp der Gute heiratete. Seine Schwester Jeanne de Toulongeon († vor 1420) war die Ehefrau von Tristan de Montholon, Kommandant der Kavallerie des Herzogs Anton von Brabant und des Grafen Philipp II. von Nevers, die alle drei am 25. Oktober 1415 in der Schlacht von Azincourt fielen. Sie heiratete in zweiter Ehe Henri de Champdivers († 1422), Bruder von Odette de Champdivers, Mätresse des Königs Karl VI. von Frankreich.

## Leben
Anfang Januar 1415 wurde Jean II. de Toulongeon von Herzog Johann Ohnefurcht als Botschafter beim König nach Paris gesandt und dort gefangengesetzt. Jean Juvénal des Ursins berichtet, dass er am 18. Januar 1415 freigelassen wurde, als er zurückkehrte, um seinem Herzog zu berichten. 1417 bis 1418 war er Gouverneur von Troyes. 1423 wurde er zum Marschall von Burgund ernannt.
Der neue Herzog von Burgund, Philipp der Gute, verbündete sich mit den Engländern, was sein Vorgänger Johann Ohnefurcht stets vermieden hatte. Zu dieser Zeit war Antoine de Toulongeon auch Gouverneur der Maréchaussée de Bourgogne.
Er kommandierte die burgundische Armee in der Schlacht von Cravant am 31. Juli 1423. Gemeinsam mit der Armee des John of Lancaster, 1. Duke of Bedford schlug er die französische Armee.
Humbert de Grolée, Marschall der Dauphiné, schlug die Burgunder und nahm ihren Kommandeur, den Marschall de Toulongeon, in einem Hinterhalt gefangen. In Saint-Léger-sous-la-Bussière im Mâconnais kommandierte die Festung La Bussière.
Über seine Freilassung divergieren die Angaben in den Chroniken. Nach einer Auffassung wurde er gegen den Comte de Ventadour ausgetauscht wurde, den er in der Schlacht von Cravant gefangen genommen hatte; nach einer anderen Auffassung wurde gegen einen der Brüder von William de la Pole, Earl of Suffolk ausgetauscht.
Jean II. de Toulongeon testierte am 5. August 1422 und starb am 10. Juli 1427. Er wurde in der Kapelle von Germagnat bestattet.

## Ehe und Nachkommen
Jean II. de Toulongeon heiratete 1415 Catherine de Roussillon († nach 1436), Tochter von Guillaume, Seigneur de Roussillon, Marschall der Dauphiné, und Marie de Grolée. Ihre Kinder sind:
- Jean III. de Toulongeon († 1463), Ritter, Seigneur de Toulongeon, Baron de Sennecey etc., 1440 bezeugt; ⚭ Claude, Dame de Saint-Amour († 4. Oktober 1497), Tochter von Claude de La Baume, Seigneur deSaint-Amour, und Marguerite de Tournon, sie heiratete 1464 in zweiter Ehe Jean Damas, Ritter, Baron de Digoine, Ritter des Ordens vom Goldenen Vlies, testierte 5. Oktober 1481
- Claude de Toulongeon (* 1427 nach dem 10. Juli; † nach 1483), 1479 Dame de Sennecey, bestattet in der Abtei La Ferté; ⚭ 5. September 1440 in Bletterans Jean de Bauffremont († vor 18. August 1477), Seigneur de Vauvilliers et de Soye, Ratgeber und Kammerherr des Herzogs von Burgund und später von König Ludwig XI. von Frankreich.